# الأولاد يكونون...
الأولاد يكونون... (باليابانية: ボーイズ・ビー روماجي: Bōizu Bī، بالإنجليزية: boys be) هي مانغا يابانية من تأليف مساهيرو ايتباشي وكتبها أيضا، ورسمها هيرويوكي تاماكوشي. والذي تحول إلى سلسلة أنمي سنة 2000 من إنتاج إستوديو هال فيلم ميكر.
ثلاثة سلسلة مانغا مختلفة من الأولاد يكونون... تسلسل قبل كودانشا في شوكان مجلة شونين. في عام 2009 أعلنت كودانشا السلسلة الرابعة من الأولاد يكونون... الموسم القادم، بدأ في نوفمبر 2009 من مجلة خاصة. إن السلسلة المانغا مرخصة في أمريكا الشمالية من قبل Tokyopop.

## الحبكة
عنوان السلسلة موضح في الفصل الأول حيث يشير المؤلف إلى الاقتباس "الأولاد يكون، طموحون"، الذي قال وليام كلارك وأصبحوا شعار شعبي في اليابان.
الأنمي يركز على التقلبات؛ كأفراح وأحزان والحب والمراهقة والرومانسية. ستة طلاب ينضالون من أجل العثور على الشريك المثالي مع تقييدات المراهق. في حين أن العديد من الشخصيات مأخوذة من قصص في المانغا، قصة الأنيمي ليست لها علاقة بالمانجا. كل حلقة تبدأ وتنتهي بالاقتباس الفلسفي الذي يلخص حلقة المحتوى. بينما تركزت على كيووتشي وتشيهارو، فتدور حول سبعة أو ثمانية الشخصيات الرئيسية وحياتهم العاطفية.

## الموسيقى
- الموسيقى التصويرية التي تنتجها يكون المصنع
- وفتح موضوع: Daijobu من قبل Aki Maeda
- انهاء موضوع: مينا Ga الخط من قبل Aki Maeda
- الحلقة الأخيرة افتتاح موضوع: Hatsukoi قبل Yuka Imai - أول طبعة جديدة من أغنية من عام 1983 من قبل Kozo Murashita
- الحلقة 8 انهاء موضوع: بلدي غد امن قبل Yuka Imai
- الحلقة 8 إدراج: أين الجنة من قبل Yuu Asakawa
- الحلقة 8 إدراج: Memoria من قبل Kazuko Hamano
- الحلقة 8 إدراج: الحقيقة من قبل Kasumi Matsumura
- الحلقة 1 إدراج: Naisho no Kimochi من قبل aki maeda

## وصلات خارجية
- الأولاد يكونون... على موقع IMDb (الإنجليزية)
- الأولاد يكونون... على موقع ميتاكريتيك (الإنجليزية)
- الأولاد يكونون... على موقع كينوبويسك (الروسية)
- الأولاد يكونون... على موقع ANN anime (الإنجليزية)
- الأولاد يكونون... على موقع ANN manga (الإنجليزية)
- Official site from Geneon Entertainment
- Official site from the Right Stuf International
- Comics Worth Reading vol. 2 review
- Mania.com anime vol. 1 review
- uk.dvd.ign.com DVD box set review
- Boys Be... Quotations